# Serge Locat
Serge Locat est un musicien québécois, né le 22 décembre 1950 à Saint-Roch-de L'Achigan dans la région de Lanaudière. Il est surtout connu comme claviériste du groupe Harmonium à partir du deuxième album.

## Biographie
Ce musicien autodidacte, membre du groupe Nécessité, a joué sur plusieurs albums québécois entre les années 1973-1987. Il a été membre d'Harmonium et a participé à l'écriture des pièces Chanson noire et Lumières de vie du disque L'Heptade en plus de signer, avec Fiori, l'introduction de la version en spectacle de cet album. Il quitte le groupe quelques mois avant sa dissolution pour des raisons financières (ayant avoué au journal LaPresse en 1978 n'avoir été payé que 800$ pour 25 spectacles) et parce qu'il se sentait pris dans étau qui l'empêchait de faire des projets solo. C'est en 1978 que son album solo Transfert voit le jour, généralement bien apprécié par la critique. Il a aussi accompagné divers artistes sur scène tels Louise Forestier, Richard Séguin, Yvon Deschamps, Raôul Duguay, Barde, Michel Normandeau un ancien d'Harmonium, April Wine, Geneviève Paris, Catherine Lara, Donald Lautrec, Jim Corcoran[réf. nécessaire]... Il compose la trame sonore pour la série documentaire OMNIScience qui sera diffusée dans 120 pays et plus de 400 autres pièces de musique, plusieurs qui seront entendues dans des émissions de télévision mises en ondes par Télé-Québec, Radio-Canada et autres réseaux câblés.
À l'été 2015, Serge offre 2 concerts privés sur le bord de la rivière à St-Roch de l'Achigan, environ 70 places sont offertes pour ces deux spectacles. L'annonce des spectacles s'est faite sur le site de Facebook, une façon toute simple et intime de proposer une forme originale de rejoindre son public.  2015 marque la sortie d'un nouvel album, d'une grande poésie, interprété au piano avec une musique plus classique[réf. nécessaire].
Depuis 2015, il fait partie du trio Millésimes avec le guitariste et flûtiste Réjean Arsenault et le bassiste et chanteur Éric Proulx. Depuis une dizaine d'année, il fait partie aussi de Kébek Muse un ensemble de 12 musiciens qui inclus aussi le saxophoniste Libert Subirana et le bassiste et Louis Valois, deux membres d'Harmonium. En 2024, Locat annonce sa retraite et effectue avec son groupe une dernière prestation sur scène au Théâtre Hector-Charland le 24 août 2024, à l'Assomption, pendant laquelle une réunion partielle d'Harmonium pourra être entendue. Le groupe accueillera Monique Fauteux pour l'interpréter Lumières de vie tirée de la version en spectacle de l'album L'Heptade

## Harmonium
- Albums studios :
- 1975 : Si on avait besoin d'une cinquième saison
- 1976 : L'Heptade
- 2016 : L'Heptade XL

- Albums live :
- 1980 : Harmonium en tournée